# Kunir (Keling)
Kunir is een bestuurslaag in het regentschap Jepara van de provincie Midden-Java, Indonesië. Kunir telt 2471 inwoners (volkstelling 2010).